# Општина Крива Паланка
Општина Крива Паланка је једна од 6 општина Североисточног региона у Северној Македонији. Седиште општине је истоимени град Крива Паланка.

## Положај
Општина Крива Паланка налази се у крајњем североисточном делу Северне Македоније, на тромеђи са Србијом (север) и Бугарском (исток). Са других страна налазе се друге општине Северне Македоније:
- југоисток — Општина Македонска Каменица
- југ — Општина Кочани
- југозапад — Општина Кратово
- запад — Општина Ранковце

## Природне одлике
Рељеф: Општина Крива Паланка налази се у области Славиште у сливу Криве реке, у подручју Родопских планина. Јужни део општине чине Осоговске планине, а на северу се зидижу планине Стража, Билина и Чупина. Средишњи део општине је горњи део долине Криве Реке, који је најнасељенији и најважнији део општине. Ту се налази и град Крива Паланка.
Клима у општини је умереноконтинентална са оштријом цртом због планинског карактера општине.
Воде: Најважнији водоток у општини је Крива Река, која тече кроз општину у правцу исток — запад.

## Становништво
Општина Крива Паланка имала је 20.820 становника према последњем попису из 2002. године, од чега у граду живи 14.558 становника (70%). Општина је слабо насељена, посебно сеоско подручје.
Национални састав по попису из 2002. године био је:
|           | Број   | Постотак |
| Укупно    | 20.820 | 100%     |
| Македонци | 19.998 | 96,6%    |
| Роми      | 668    | 3,2%     |
| Срби      | 103    | 0,5%     |
| остали    | 51     | 0,2%     |

## Насељена места
У општини постоји 34 насељена места, од којих 1 градско и 33 сеоских:
| - Крива Паланка - Бис - Баштево - Борово - Варовиште - Габар - Голема Црцорија | - Градец - Длабочица - Добровница - Дрење - Дренак - Дурачка Река - Жидилово | - Киселица - Конопница - Костур - Кошари - Кркља - Крстов Дол - Лозаново | - Луке - Мала Црцорија - Мартиница - Метежево - Мождивњак - Нерав - Огут | - Осиче - Подржи Коњ - Станци - Тилминци - Трново - Узем |  |